# スピルー
スピルー (フランス語：Spirou) とは、デュピュイ社(Dupuis)から刊行されているベルギーの漫画雑誌である。Spirouという誌名は、ワロン語で「リス」あるいは「やんちゃ坊主」を意味する。スピルーは1938年4月21日に『スピルー新聞』Le Journal de Spirouの名で、短編小説とギャグおよび連載漫画(バンドデシネ)、そして少数のアメリカン・コミックス(コミック・ストリップ)の翻訳から構成される16ページの週刊漫画雑誌として創刊された。

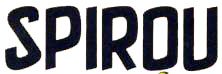
1960年頃のロゴ

現在のロゴ

## 歴史
1936年に、敏腕の出版業者であるジャン・デュピュイ(Jean Dupuis)は、息子のポールと当時19歳だったシャルルに子供市場を対象とした雑誌を創刊するよう命じた。この新雑誌の目的は、1934年に創刊されたフランス語版ディズニー漫画雑誌『ミッキー新聞』(Le journal de Mickey)に対抗することであった。創刊当時のスピルーはフランス語版とワロン語版のみによる大判サイズの漫画雑誌だった。スピルーの創刊号には2本の新作漫画が連載されていた。若きフランス人漫画家ロヴェル(Rob-Vel)によるスピルーの名の由来となった『スピルーの冒険』Les Aventures de Spirou（後の『スピルーとファンタジオ』Spirou et Fantasio)と、フェルナン・ディヌールの『ティフの冒険』Les Aventures de Tif（後の『ティフとトンデュ』Tif et Tondu）である。更に創刊号に翻訳が掲載された『ディック・トレイシー』をはじめ、後には『スーパーマン』や『レッドライダー(Red Ryder)』、『ブリック・ブラッドフォード(Brick Bradford)』のように、アメリカン・コミックスの翻訳も多く掲載されていた。1938年10月27日号より、『ロッベドゥース』Robbedoesという名前のオランダ語版スピルーがデュピュイ社の手により創刊された。。アメリカン・コミックスの翻訳掲載は徐々に新作漫画にその座を明け渡し、50年代までには紙面のほぼ全てをヨーロッパ産の漫画が占めるようになった。シャルル・デュピュイは1955年に後継者としてイヴァン・デルポルト(Yvan Delporte)を指名するまでスピルーの編集長を務め、それ以降は漫画の単行本（アルボム）出版に専念するようになった。1958年10月23日発売号に掲載されたペヨによる『ジョアンとピルルイ』Johan et Pirlouitでは、スマーフが初登場した。1985年にデュピュイ一族はスピルーの出版権を売却した。
創刊以来、スピルーは多数の有名なヨーロッパ人漫画家を輩出してきた。スピルー出身の漫画家としては、ベルギーの漫画家団体エコール・ド・マルシネル(École de Marcinelle)の創設者であるジジェ（Jijé、1914年1月13日～1980年6月20日）、アンドレ・フランカン（André Franquin、1924年1月3日～1997年1月5日）、モーリス（Morris、Maurice De Bevere、1923年12月1日～2001年7月16日）、ウィル（Will、Willy Maltaite、1927年10月30日～2000年2月18日）らや、不思議な青い小人スマーフが登場する『スマーフ』の作者ペヨ（Peyo、Pierre Culliford、1928年6月25日～1992年12月24日)、探偵漫画『ジャン・ヴァラルディ』 Jean Valhardi の作者エディ・パープ（Eddy Paape、1920年6月7日～）、名探偵ジョルダンが活躍するミステリ漫画『ギル・ジョルダン』Gil Jourdanの作者であり戦後ベルギーを代表する漫画家マウリス・ティリュー（Maurice Tillieux、1921年8月7日～1978年2月2日）、日本人の女性電気技師ヨーコが登場する『ヨーコ・ツノ』の作者ロジェ・ルルー（Roger Leloup、1933年11月17日～）、少年ブールと愛犬ビルの日常を描いた『ブールとビル』Boule et Billの作者ローバ（Roba、Jean Roba、1939年7月28日～2006年6月14日）、後にダルゴー社から動物と会話できる北米先住民の少年ヤカリが活躍する『ヤカリ』Yakariを発表するデリブ（Derib、Claude de Ribaupierre、1944年8月8日～、スイス人)、後期の『スピルーとファンタジオ』や『チュニック・ブルー』Les Tuniques Bleuesの原作を手掛けた漫画原作者ラウル・コーヴァン(Raoul Cauvin、1938年9月26日～）、他多数がいる。

## 形式
スピルーの対象年齢層は9歳から16歳までであったが、この雑誌は成人読者層にも愛読された。長年にわたる何度かの雑誌形式の変遷を経てスピルーは徐々に厚みを増し、最終的には平均68ページの雑誌となった。スピルーはフランス語圏とオランダ語圏のほとんどの国で発行されて、数年間ではあるが他の言語版（スペイン語版やポルトガル語版など）が発行された事もあった。また、13週分ごとのスピルーを一冊にまとめた総集版が年4回発刊されている。それらの総集版の内288冊が2006年9月に再発行された。
漫画と広告以外に、毎週誌面の内の数ページがゲームやジョーク等の活字記事と読者投稿欄により占められている。しばしば無関係な連載漫画の寄せ集めではなく、統一したテーマで雑誌が編集される事もあり、これは誌面構成にも反映される。1946年に創刊されたスピルーのライバル誌『タンタン』Le Journal de Tintinと共に、スピルーは1970年代までのバンド・デシネ作家らの登竜門であったが、その人気は徐々に衰えていった。現在もなおスピルーは発刊されているが、その部数は毎週10万部程度である。オランダ語版のロッベドゥースは3500号以上の号を重ねた末に、2005年9月に廃刊となった。

## ジャンソン・メトロ壁画
デュピュイ社のあるマルシネルのジャンソン・メトロには『スピルー』に掲載された漫画をモチーフにした壁画が並んでいる。

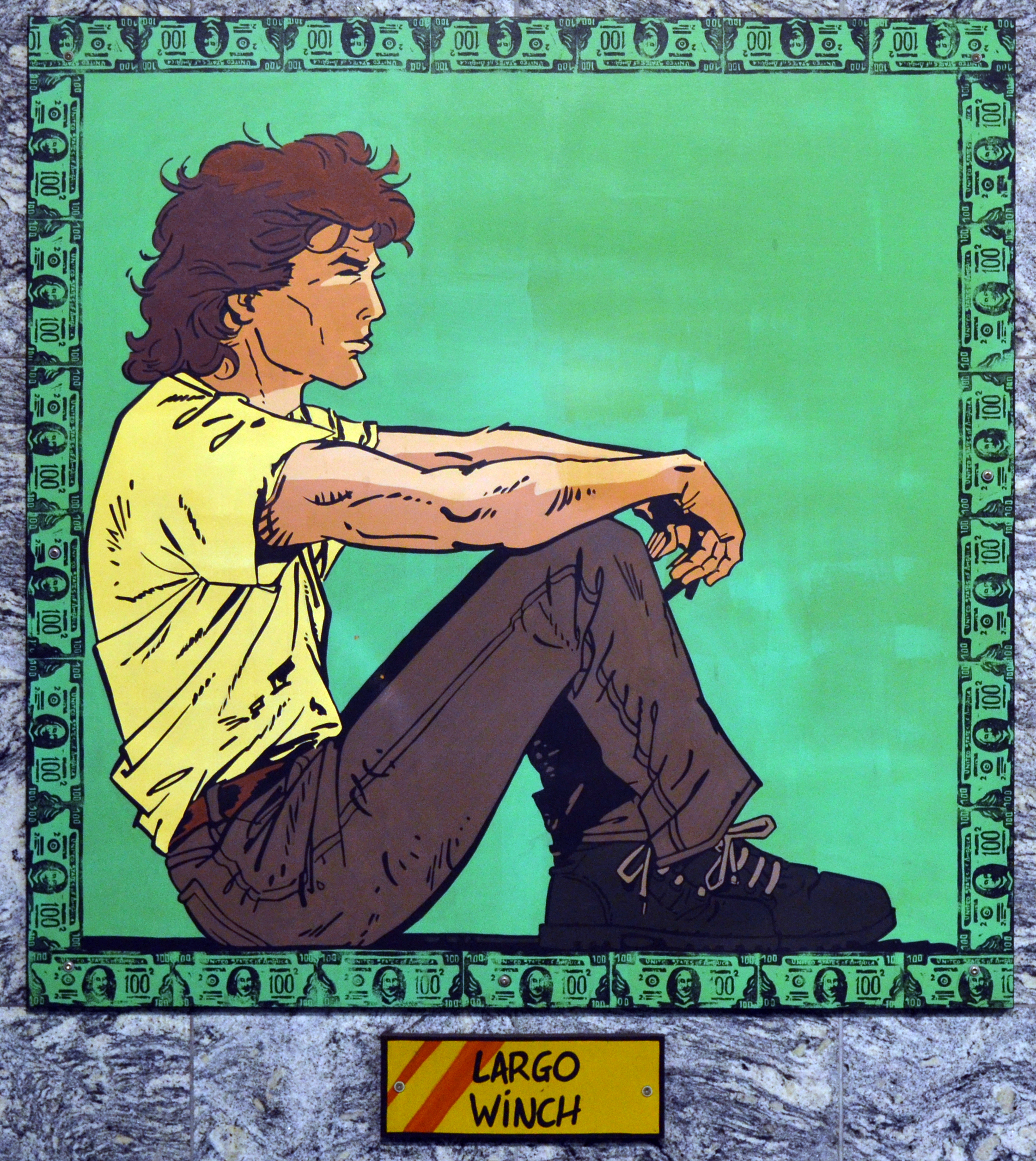
Largo Winch.
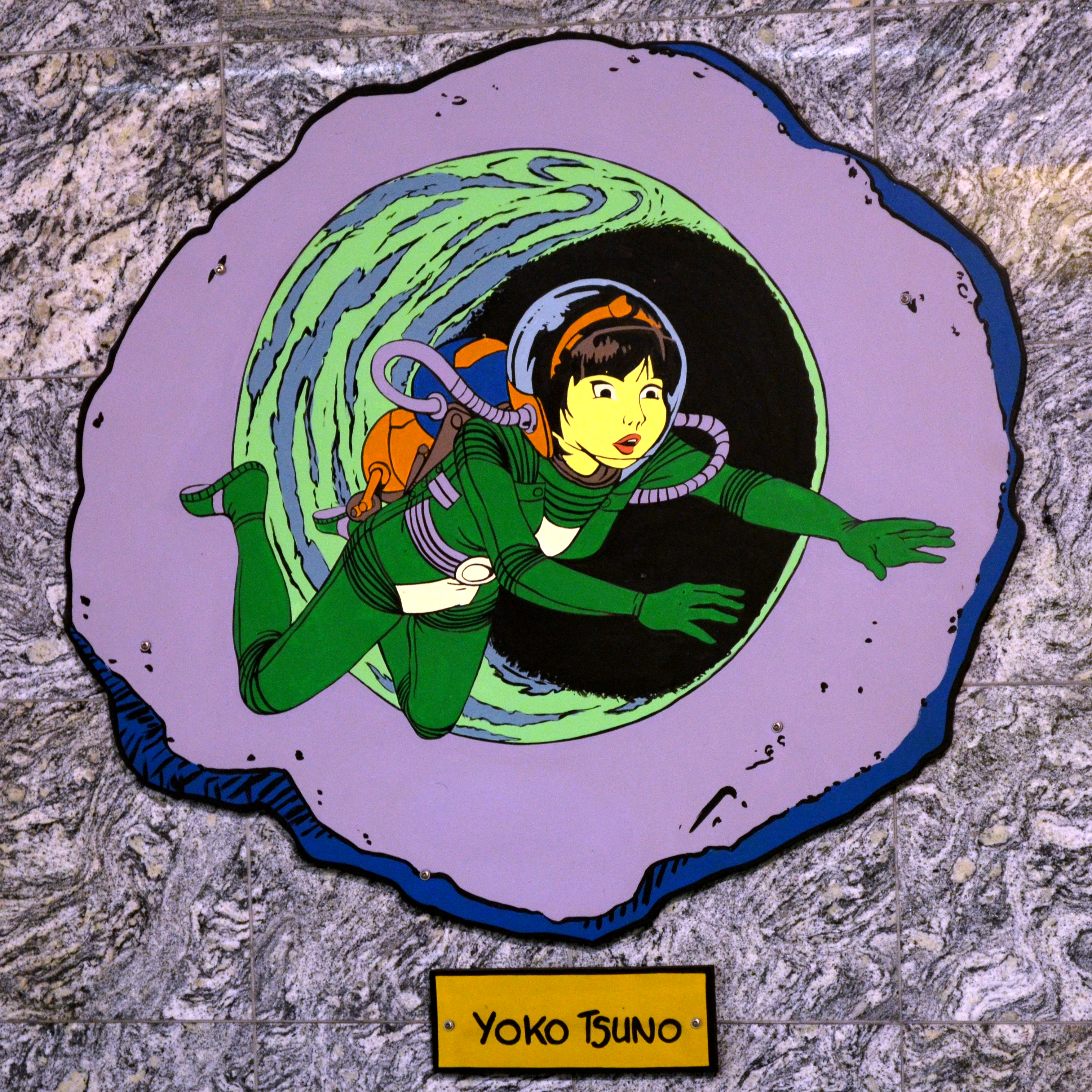
Yoko Tsuno.
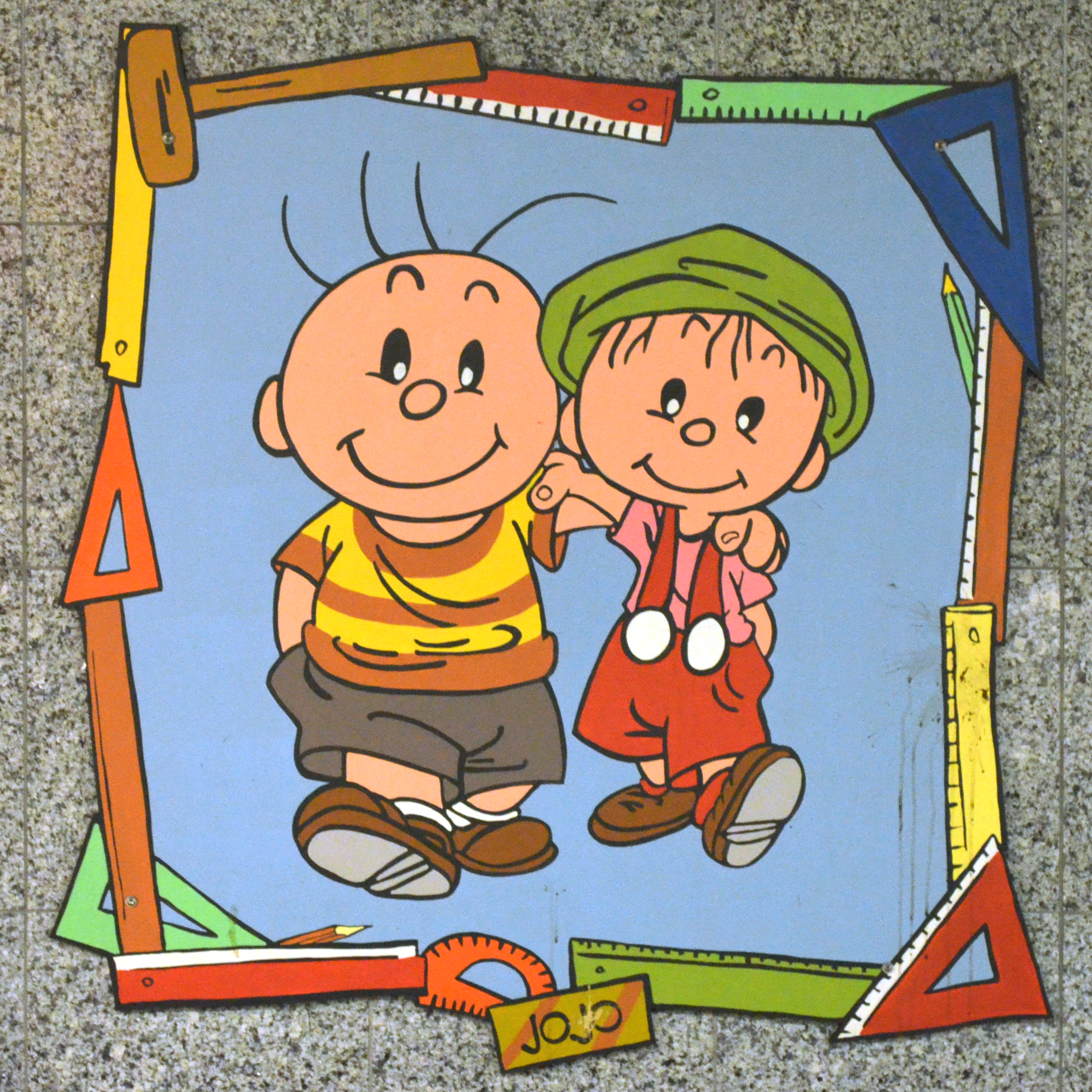
Jojo.
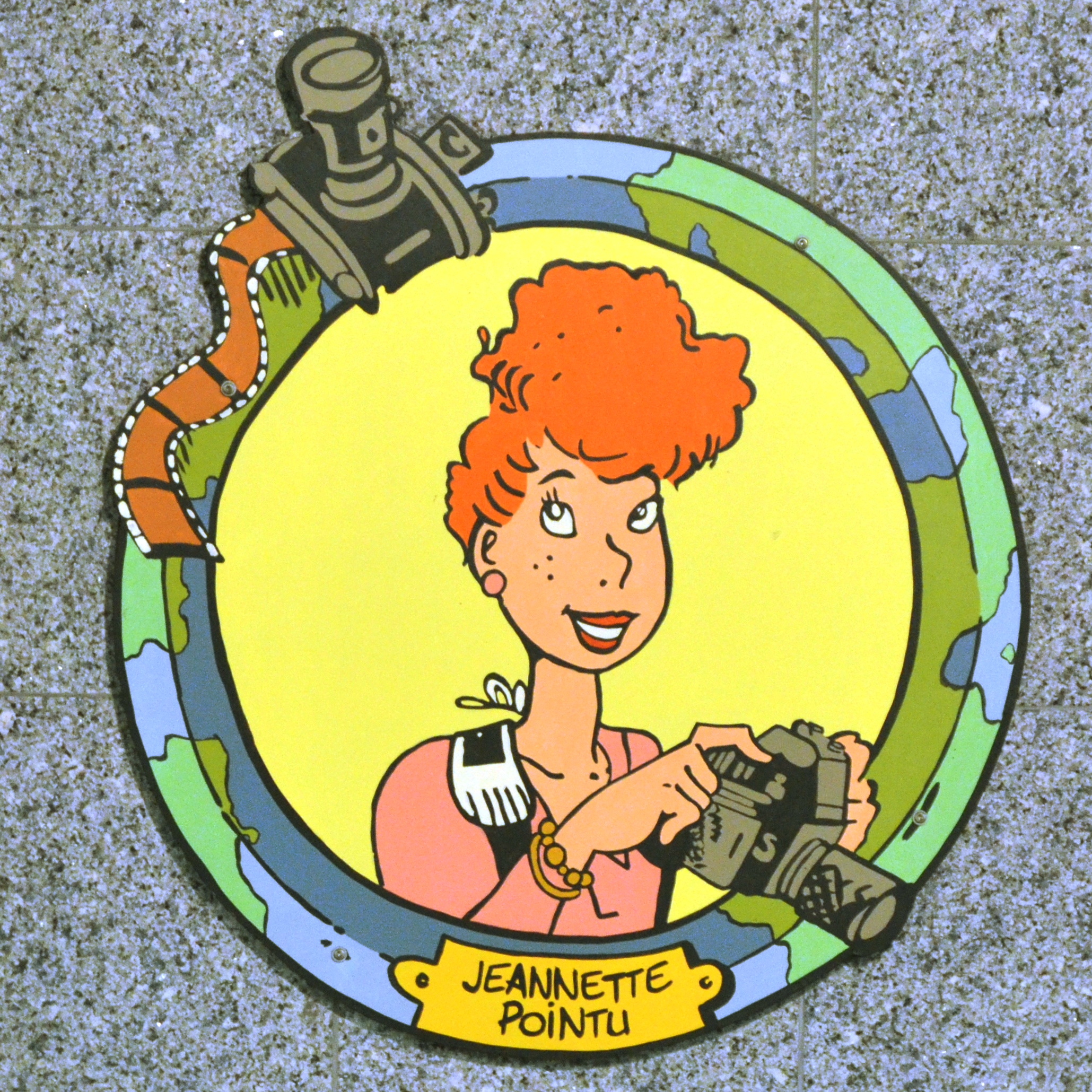
Jeannette Pointu.
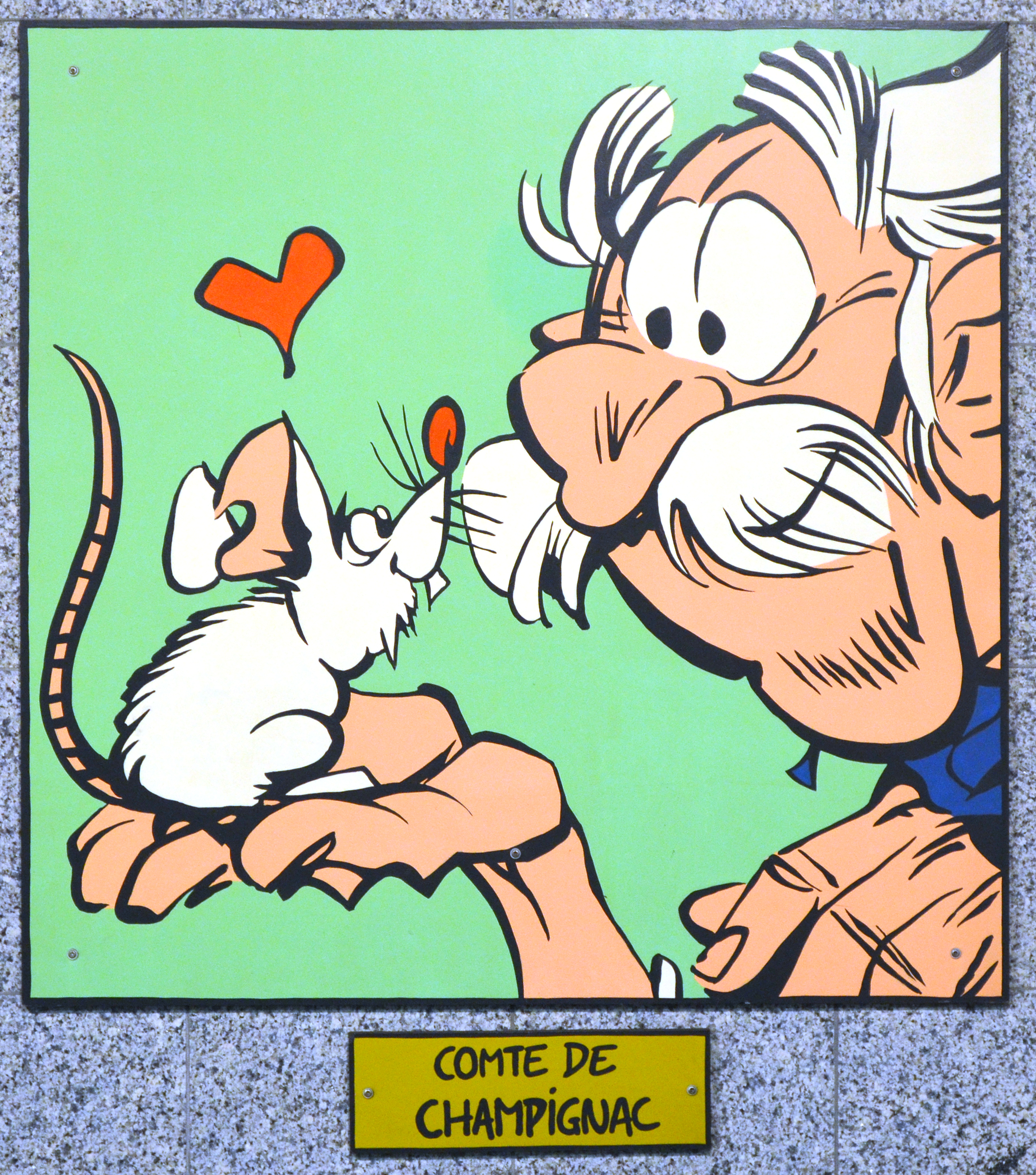
LeLe comte de Champignac
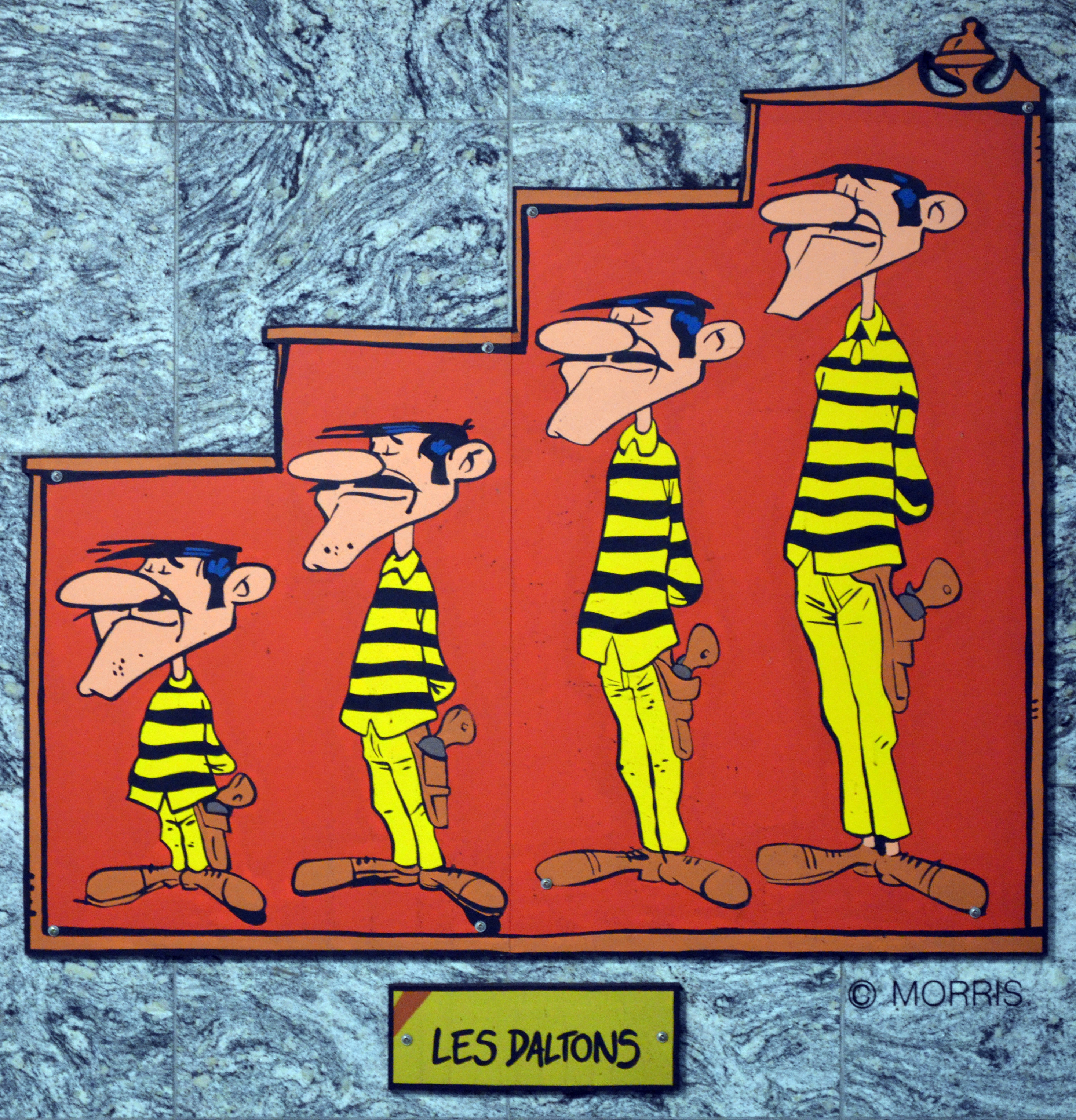
Les Daltons.

## 雑誌名
- 1938年4月21日 - 『スピルー新聞』Le journal de Spirouの誌名で創刊される
- 1947年5月1日 - 誌名を『スピルー』Spirouに改名
- 1988年10月5日 - 誌名をSpirou Magaziiiineに改名
- 1994年1月12日 - 誌名をSpirouに復帰
- 2006年1月25日 - 誌名をSpirou HeBDoに改名
- 2008年4月16日 - 誌名を再びSpirouに復帰

## 参考資料
- BDoubliées内スピルー関連資料と各号目次 （フランス語）